# Onthophagus fracticornis
Espèce
Onthophagus fracticornis est une espèce de Coléoptères de la famille des Scarabaeidae.

## Systématique
Le nom valide complet (avec auteur) de ce taxon est Onthophagus fracticornis (Preysler (d), 1790).
L'espèce a été initialement classée dans le genre Scarabaeus sous le protonyme Scarabaeus fracticornis Preyssler, 1790.
Onthophagus fracticornis a pour synonymes :
- Onthophagus anonymus Delabie, 1956
- Onthophagus flavescens Seabra, 1907
- Onthophagus fracticornis flavescens Seabra, 1907
- Onthophagus fracticornis marginatus Mulsant, 1842
- Onthophagus fracticornis minus Negrobov, 2003
- Onthophagus fracticornis nasutus Mulsant, 1842
- Onthophagus fracticornis niger Negrobov, 2003
- Onthophagus fracticornis nigrolateralis Negrobov, 2003
- Onthophagus fracticornis pauperatus Mulsant, 1842
- Onthophagus fracticornis semiflavus Reitter, 1892
- Onthophagus fracticornis sublaminatus Mulsant, 1842
- Onthophagus fracticornis subrecticornis Mulsant, 1842
- Onthophagus fracticornis tricuspidus Mulsant, 1842
- Onthophagus fracticornis virescens Seabra, 1907
- Onthophagus irroratus Faldermann, 1836
- Onthophagus maculatus Cleu, 1953
- Onthophagus marginatus Mulsant, 1842
- Onthophagus nasutus Mulsant, 1842
- Onthophagus pauperatus Mulsant, 1842
- Onthophagus semiflavus Reitter, 1893
- Onthophagus sublaminatus Mulsant, 1842
- Onthophagus subrecticornis Mulsant, 1842
- Onthophagus tricuspidus Mulsant, 1842
- Onthophagus verticicornis subsp. maculatus Cleu, 1953
- Onthophagus virescens Seabra, 1907
- Scarabaeus assimilis Hoppe, 1795
- Scarabaeus fracticornis Preyssler, 1790
- Scarabaeus herbstii Brahm, 1790